# ソーラーコイン
ソーラーコイン（SolarCoin, 表記は**§** または **SLR**）は、2014年1月にソーラーコイン機構により開発された、世界的な太陽光発電の促進を目的とした暗号通貨である。 
- ソーラーコインは、太陽光発電の見返りという観点から設置量、発電量に応じて公平に配給される。

- 対象となる太陽光発電設備の設置条件は、特に無く、屋根、地上設置等どこへの設置した設備でも受給可能である。また、設置量にも制限はない。

- 太陽光発電所はリース、融資、などの形態にかかわらず発電所オーナーは配給を受けることが出来る。

- FITによる売電とは別にソーラーコインの配給を受けることができる。

- 太陽光発電設置者は、所有の発電所のパネル設置量1.0kWにつき１.00SLRの配給を受けることが出来る。

- ソーラーコインの配給期間は、登録より2050年までの期間である。

- 日本では（社）日本ソーラーコイン協会により登録申請することで配給を受けることが出来る。
- 2018年より日本国内での配給が本格的に開始した。
- 総発行枚数：97.5億枚
- ハッシュ・アルゴリズム：scrypt

## ソーラーコインとビットコインの違い
ソーラーコインはビットコインに取って代わるものではない。世界的な太陽光発電を促進するためにブロックチェーン（データベース）技術を使用して作られた、あくまでも補完的な通貨として位置付けられる。
- ライトコイン (LiteCoin) のソースコードからフォーク（派生）している
- ソーラーコインのマイニングはビットコインのマイニングに比べて50倍効率的である[1]

## マイニング
他の仮想通貨と異なり、ソーラーコインのマイニングは太陽光発電施設の所有者が登録申請を行うことで太陽光発電施設の所有者に配給されるのみである。

## 関連文献
- SolarCoin Moving from POW to POST (Proof of Stake Time) updated
- SolarCoin cryptocurrency pays you to go green